# 裸の銃を持つ逃亡者
『裸の銃を持つ逃亡者』（はだかのガンをもつとうぼうしゃ、原題：Wrongfully Accused）は、1998年制作のアメリカ合衆国のコメディ映画。
1993年の映画『逃亡者』をベースに様々な映画のパロディを織り込んだ作品。レスリー・ニールセン主演。

## あらすじ
人気と実力を合わせ持つ優秀なヴァイオリニストのライアン・ハリソンは、ある日、大富豪グッヒューの邸宅でのパーティーに招かれる。
しかし、グッヒューはパーティーの最中に何者かに殺され、ライアンは犯人らしき人物を目撃した直後に何者かに殴られて失神、目を覚ました彼は犯人として逮捕されてしまう。無実を訴えるライアンは、護送車の事故に乗じて逃走、ファーガス警部補は執拗に彼を追う。
ライアンは逃走しながら記憶をたぐり寄せ、真犯人は片足・片手・片目の男だった事を思い出す。ライアンはグッヒュー夫人ローレンの妹キャスにかくまわれるのだが、やがてライアンは事件の意外な真相を知る。

## キャスト
※括弧内は日本語吹替
- ライアン・ハリソン - レスリー・ニールセン（中村正）
- ファーガス警部補 - リチャード・クレンナ（青野武）
- ローレン・グッヒュー - ケリー・ルブロック（高島雅羅）
- キャス・レイク - メリンダ・マックグロウ（勝生真沙子）
- ヒビン・グッヒュー - マイケル・ヨーク（水野龍司）
- ショーン・ラフリー - アーロン・パール（中田和宏）
- オロノ - ベン・ラトナー（堀内賢雄）
- バグリー - レスリー・ジョーンズ（定岡小百合）
- フリドリー医師 - サンドラ・バーンハード（火野カチ子）